# Hipoksja okołoporodowa
Hipoksja okołoporodowa (niedotlenienie okołoporodowe) – jest to zespół objawów będących następstwem zaburzeń w utlenowaniu tkanek w I i II okresie porodu. Bezpośrednią przyczyną niedotlenienia (hipoksji) jest utrzymujące się zmniejszenie prężności tlenu we krwi (hipoksemia) oraz/ lub upośledzony dopływ krwi do narządów (ischemia). Stanowi ono jedną z częstszych przyczyn zgonów noworodków w okresie okołoporodowym oraz najważniejszą przyczynę zaburzeń neurorozwojowych wieku dziecięcego.
Najbardziej wrażliwym na niedotlenowanie narządem jest mózg. I to niedotlenienie mózgu jest najbardziej niebezpieczne dla noworodka. Jeżeli stan niedotlenienia będzie trwał przez dłuższy czas (około 3 minuty), w mózgu  może dojść do nieodwracalnych zmian. Ich skutkiem może być: opóźnienie rozwoju umysłowego, padaczka, upośledzenie narządu słuchu lub wzroku, mózgowe porażanie dziecięce lub trwałe uszkodzenie ośrodkowego układu nerwowego. Przyczyną tych zaburzeń jest powstanie wolnych rodników tlenowych, które uszkadzają komórki nerwowe. Na szczęście długotrwałe niedotlenienie występuje bardzo rzadko, z częstotliwością jednego na tysiąc noworodków.

## Czynniki ryzyka
- Przedwczesny poród (wcześniactwo)
- Grupa czynników związanych z porodem: duża urodzeniowa masa ciała, przedłużający się poród (np. zbyt długie przedostawanie się główki przez kanał rodny), poród zabiegowy, nieprawidłowe ułożenie płodu, ciąża mnoga
- Schorzenia płodu: opóźnienie rozwoju wewnątrzmacicznego, anemia płodu, obrzęki płodu, ciąża przenoszona, zakażenie wewnątrzmaciczne
- Choroby matki: nadciśnienie, choroby układu krążenia, cukrzyca ciężarnych, uzależnienie lekowe, spożywanie alkoholu w czasie ciąży
- Schorzenia łożyska: przedwczesne odklejanie się łożyska, niedorozwój, zwłóknienie
- Patologia pępowiny: wypadnięcie pępowiny, owinięcie pępowiny wokół szyi dziecka
- Encefalopatia niedotlenieniowo- niedokrwienna
- Objawy ze strony innych narządów: zaburzenia oddychania, ostra niewydolność nerek, martwicze zapalenie jelit, upośledzenie procesów metabolicznych (wątroba)

## Objawy i przebieg
Niedotlenienie dziecka może być zdiagnozowane od razu po porodzie. Czasem zdarza się, że wykazuje je dopiero rezonans magnetyczny wykonany u 3-tygodniowego dziecka lub USG przezciemiączkowe u dziecka mającego kilka miesięcy.
Diagnozę stawia się za pomocą skali Apgar. Jeżeli w 5. i 10. minucie życia ocena w tej skali wynosi maksymalnie 3 punkty, może to świadczyć o ciężkim niedotlenieniu. Krótkotrwały okres niedotlenienia prowadzi zazwyczaj do mikrouszkodzeń, które są wykrywane dopiero później, np. u kilkumiesięcznego dziecka, które rozwija się nieprawidłowo.
Niedotlenienie objawia się również obniżoną wartością pH (poniżej 7) we krwi pępowinowej, podwyższeniem poziomu kreatyniny i aminotransferaz wątrobowych, obniżeniem poziomu płytek krwi oraz wzrostem liczby erytrocytów.
Tabela1. Postacie niedotlenienia okołoporodowego (źródło: „Urazy okołoporodowe. Niedotlenienie okołoporodowe” Małgorzata Minorczyk)
| Objaw              | Postać łagodna | Postać umiarkowana   | Postać ciężka       |
| ------------------ | -------------- | -------------------- | ------------------- |
| Stan świadomości   | Nadpobudliwość | Senność              | Śpiączka            |
| Napięcie mięśniowe | Prawidłowe     | Nieznacznie obniżone | Wiotkość            |
| Odruch ssania      | Prawidłowy     | Słaby lub nieobecny  | Nieobecny           |
| Odruch moro        | Wygórowany     | Słaby                | Brak                |
| Drgawki            | Brak           | Brak lub okresowe    | Rzadko, odmóżdżenie |

## Zapobieganie niedotlenieniu okołoporodowemu
Jedną z nowszych metod zapobiegania niedotlenieniu jest stosowanie hipotermii. Wykorzystuje się w tym celu specjalne czepki, które ochładzają główkę dziecka. Dzięki temu temperatura mózgu obniża się o około 2-2,5oC, co zapobiega powstawaniu wolnych rodników i obumieraniu komórek. Inną skuteczną metodą jest stosowanie erytropoetyny (EPO) – hormonu krwiotwórczego, który dodatkowo chroni mózg. EPO jest wstrzykiwany podskórnie w zastrzykach.
Zapobieganie niedotlenieniu jest jednym z ważniejszych celów opieki pielęgniarskiej  podczas trwania porodu. Opiera się na identyfikacji czynników zagrożenia w czasie ciąży. Ważne jest monitorowanie czynności serca płodu i postępu porodu.